# Wilhelm Leibl
Wilhelm Maria Hubertus Leibl (Colònia, 23 d'octubre de 1844 – Würzburg, 4 de desembre de 1900) va ser un pintor realista alemany, cultivador del gènere dels retrats i de la vida pagesa. És considerat una de les figures del naturalisme pictòric alemany.

## Biografia
Leibl va néixer a Colònia i el 1861 va començar la seva primera formació amb Hermann Becker, un pintor local. Va entrar a l'Acadèmia de Múnic el 1864, estudiant durant els anys següents amb diversos artistes entre els quals van estar Carl Theodor von Piloty, pintor de quadres d'història, Arthur Ramberg, pintor de quadres de gènere, i Wilhelm von Kaulbach. Va establir un taller col·lectiu el 1869, amb Johann Sperl, Theodor Alt, i Rudolf Hirth du Frênes, pintant retrats i escenes costumistes. Aquest any es va celebrar la Primera Exposició Internacional del Palau de Cristall (Glaspalast) de Múnic. Allà va mostrar Leibl, amb gran èxit, la seva obra Frau Gedon (Retrat de la senyora Gedon). També es va mostrar llavors l'obra de Gustave Courbet, qui va visitar Múnic, produint una gran impressió en molts dels artistes locals amb les seves demostracions de pintura directament del natural. Entre les obres de Courbet estaven Els picapedrers. Les pintures de Leibl, que ja reflectien la seva admiració pels antics mestres holandesos, especialment per Rembrandt i Vermeer, van adquirir un estil més solt, presentats els seus temes amb espesses pinzellades de pintura contra fons foscos. Leibl va marxar llavors a París per a una estada de nou mesos durant la qual va conèixer a Édouard Manet i les primeres obres impressionistes. Allà va treballar amb Courbet.

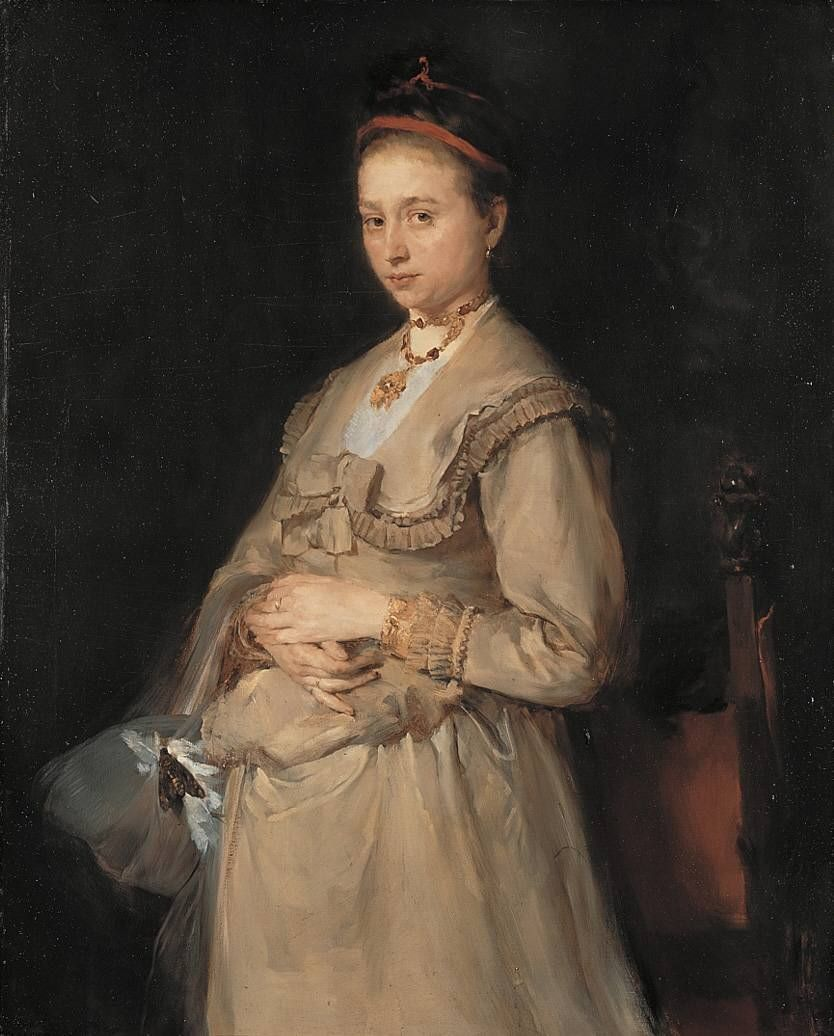
Retrat de la senyora Gedon, 1869, pintura a l'oli, 119,5 × 95,7 cm, Neue Pinakothek, Múnic

Va haver de tornar a Alemanya en esclatar la Guerra Franco-prussiana l'estiu de 1870. Leibl va viure a Múnic fins al 1873, quan es va traslladar a l'aïllat camp bavarès, en una mostra d'oposició a l'art oficial. Vivint entre pagesos, va representar els seus veïns en escenes quotidianes buides de sentimentalisme o anècdotes, intentava representar els detalls i l'ànima dels éssers humans. La qualitat pròxima a l'esbós de la seva pintura va ser reemplaçada per més gran precisió i atenció al dibuix. Des de 1878 fins al 1882 va viure a la petita localitat de Berbling, on va pintar la que potser és la seva obra més coneguda, les Tres dones a l'església (Kunsthalle, Hamburg). En aquest quadre representa un dels seus lemes, «Els éssers humans han de pintar-se tal com es veuen». El seu estil intensament realista recorda el Hans Holbein a la seva claredat de definició. Durant els següents anys es va traslladar a la ciutat d'Aibling i, el 1892, a Kutterling, al mateix temps que els seus quadres reunien el dibuix disciplinat que havia adoptat els anys 1880 amb una nova delicadesa i lluminositat.
Leibl pintava sense dibuixos preliminars, posant-se mans a l'obra directament amb el color, un enfocament que té paral·lelisme amb l'impressionisme. El seu compromís amb la representació de la realitat tal com la veu l'ull li va guanyar el reconeixement en vida com l'artista més destacat d'un grup anomenat el «cercle de Leibl» que va incloure, entre d'altres, a Carl Schuch, Wilhelm Trübner, Otto Scholderer, i Hans Thoma. No era un grup amb unes directrius prefixades, ni constituïa una organització formal. L'obra de Leibl va influir en generacions posteriors, en particular, en els pintors de la «Nova Objectivitat». Actualment es considera un dels grans pintors alemanys.
Va executar un petit nombre d'aiguaforts en un estil meticulós. Els seus dibuixos al carbonet estan concebuts com a grans masses de llum i ombra, tancades com si estigués usant un pinzell i pintura. Leibl va seguir pintant fins a la seva mort, ocorreguda en Würzburg el 1900.

## Obres
Va pintar sobretot retrats, grups de figures i escenes costumistes exemptes de sentimentalisme. Són composicions senzilles. Mostra un gran interès per la llum, així com pel clarobscur. Inicialment mostra la influència de la pintura flamenca, amb la seva atenció als detalls i la seva tècnica brillant; a les obres de maduresa mostra influències de l'impressionisme.

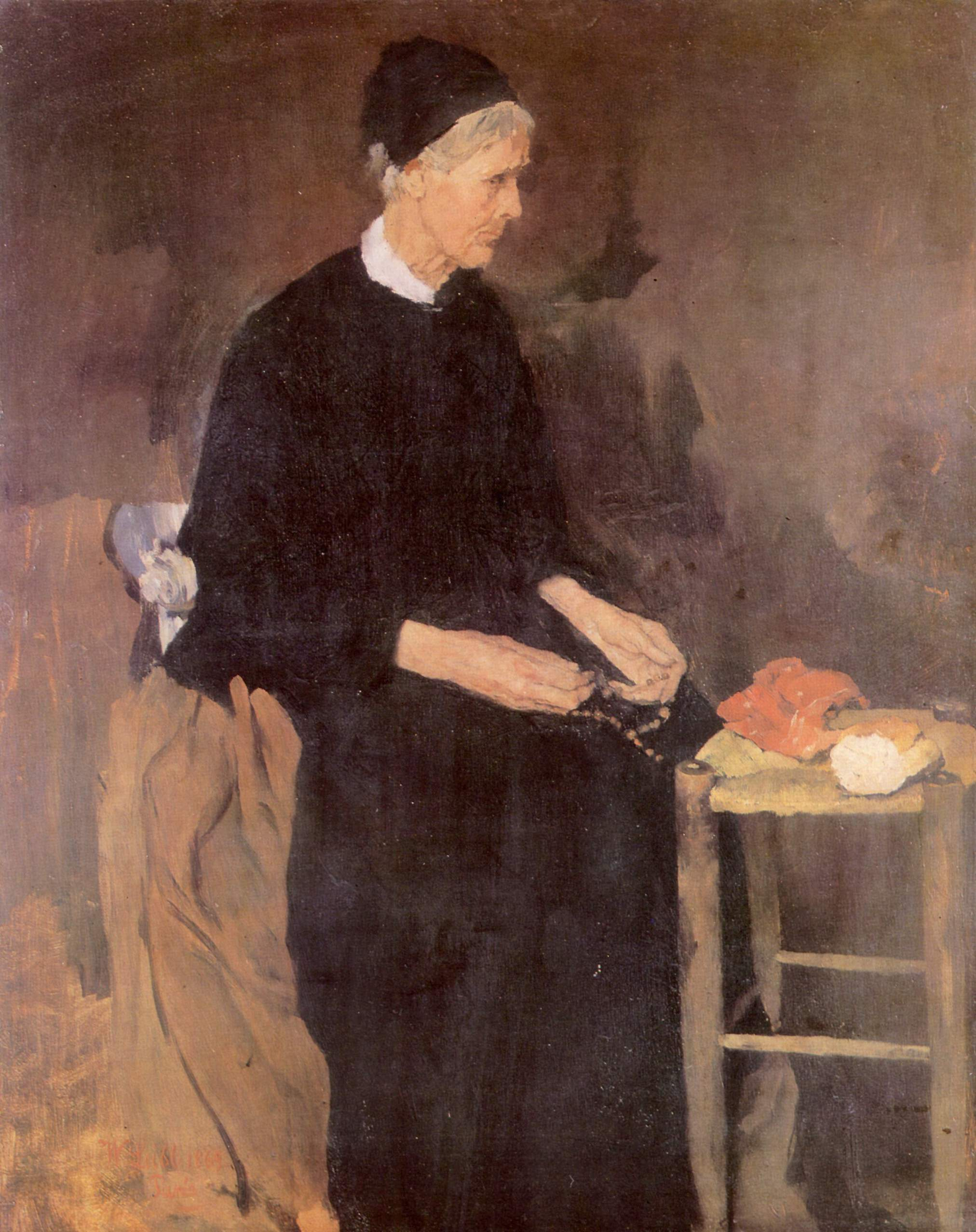
Vella parisenca, 1869-1870, oli sobre taula, 81,5 × 64,5 cm, Museu Wallraf-Richartz, Colònia

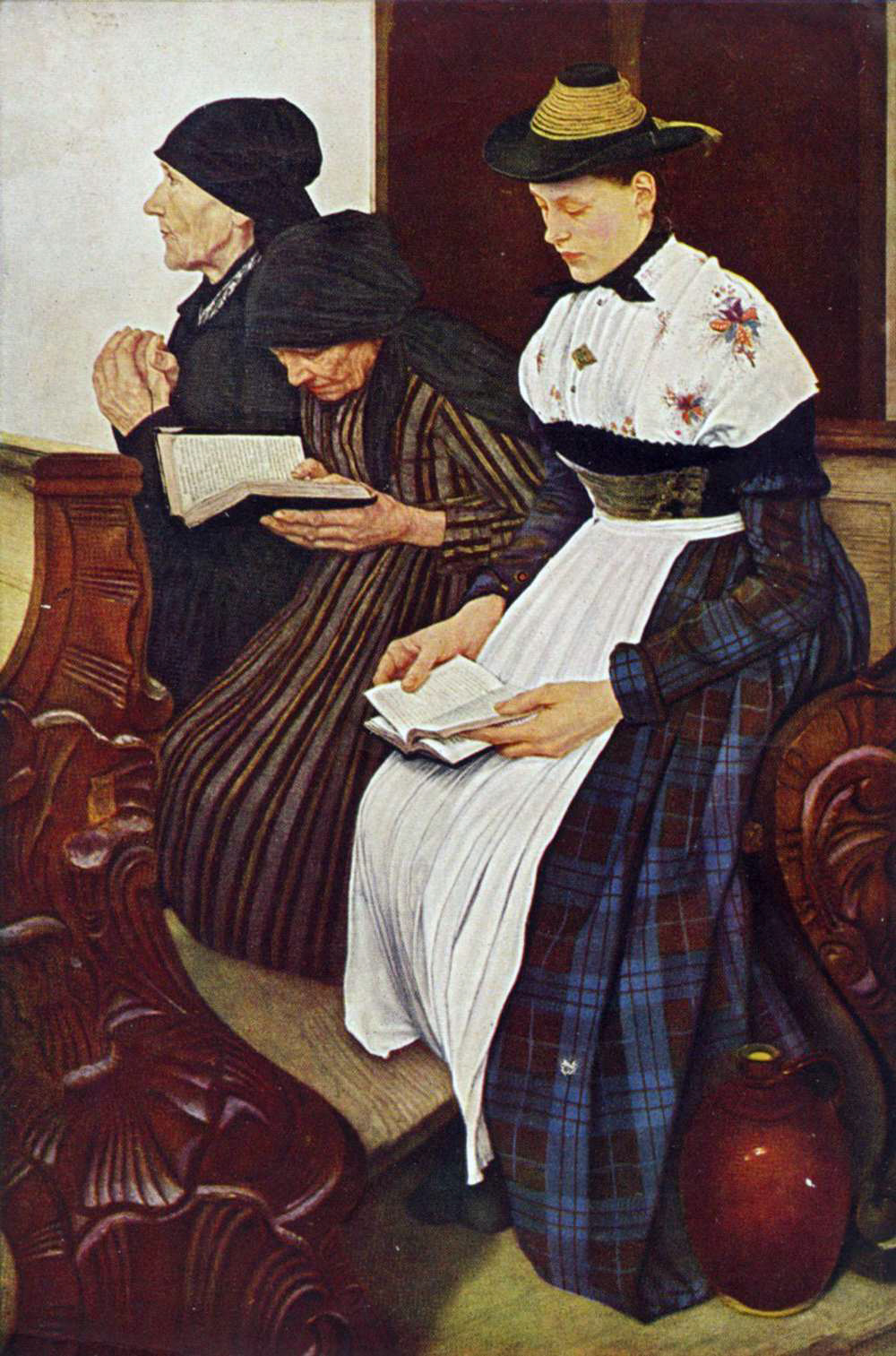
Tres dones a l'església, 1881, oli sobre taula, 113 × 77 cm, Kunsthalle d'Hamburg

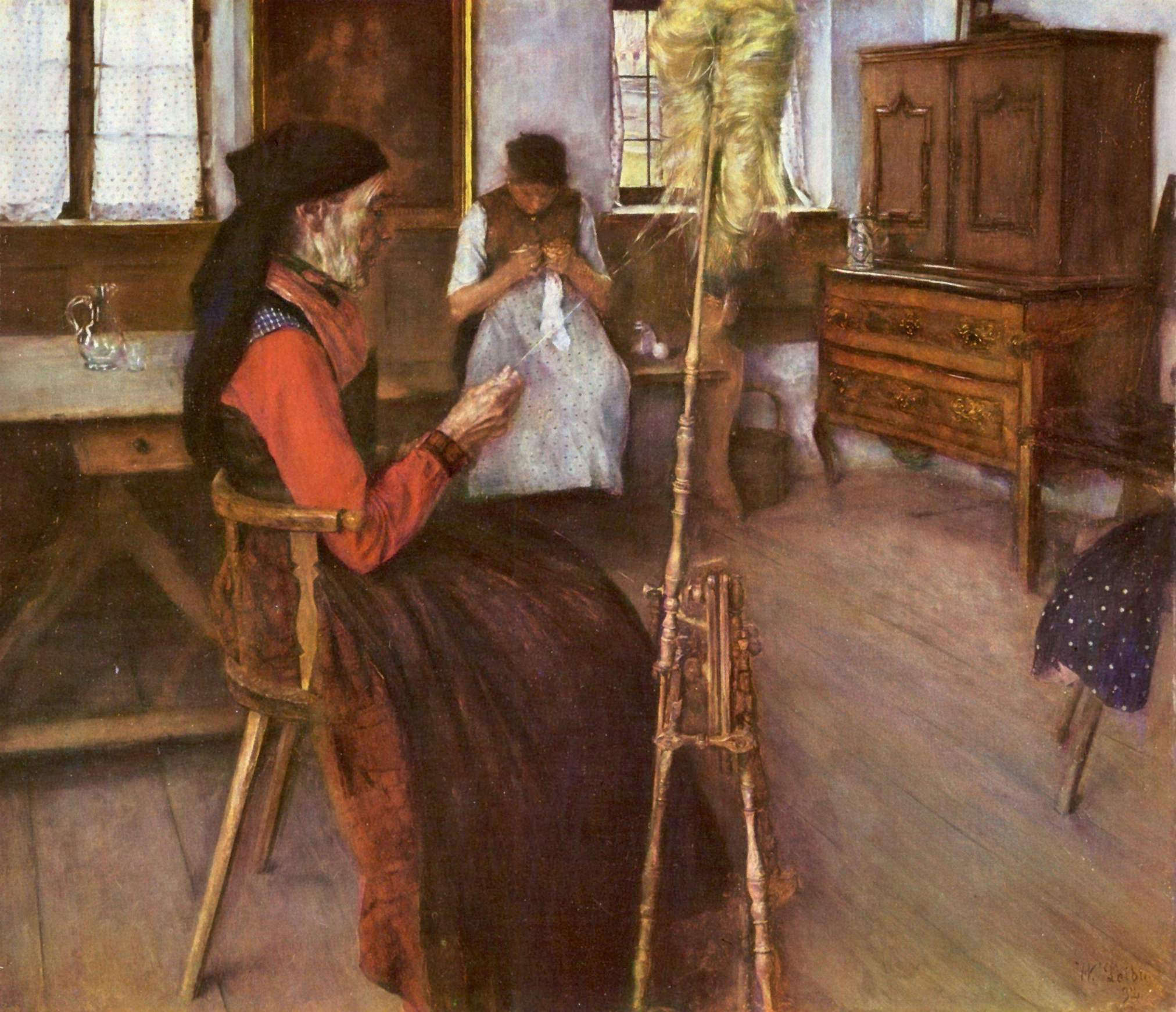
La filadora, 1892, oli sobre llenç, 65 × 74 cm, Museu de Belles Arts de Leipzig

- Frau Gedon (Retrat de la senyora Gedon) (Múnic, Neue Pinakothek), 1869, oli sobre llenç, 119,5 x 93,7 cm
- Die junge Pariserin (Colònia, Museu Wallraf-Richartz), 1869, oli sobre taula, 64,5 x 52,5 cm
- Schlafender Savoyardenknabe (Sant Petersburg, Museu de l'Hermitage), 1869, oli sobre taula, 44 x 64 cm
- Der Maler Paul von Szinyei-Merse (Budapest, Museu de Belles Arts), 1869, oli sobre llenç, 139,5 x 102 cm
- Die alte Pariserin (Vella parisenca) (Colònia, Museu Wallraff-Richartz), 1869-70, oli sobre taula, 81,5 x 64,5 cm
- Der Maler Sattler mit seiner Dogge (Múnic, Neue Pinakothek), 1870, oli sobre taula, 72,5 x 62 cm
- Konzertstudie (Colònia, Museu Wallraff-Richartz), h. 1870, oli sobre taula, 44 x 40 cm
- Johann Heinrich Pallenberg (Colònia, Museu Wallraff-Richartz), 1871, oli sobre llenç, 118 x 95,5 cm
- Lina Kirchdorffer (Múnic, Neue Pinakothek, Inv. Nr. 8446), 1871, oli sobre llenç, 111,5 x 83,2 cm
- Dachauerin mit Kind (Berlín, Alte Nationalgalerie), 1874-75, oli sobre taula, 86 x 68 cm
- Dachauer Bäuerinnen (o Quellenangabe: Berlín, Nationalgalerie), 1874-75
- Der Maler Carl Schuch (Múnic, Neue Pinakothek, Inv. Nr. 8620), 1876, oli sobre llenç, 58,6 x 50,5 cm
- Bauernmädchen mit weißem Kopftuch (Múnic, Neue Pinakothek), h. 1876, oli sobre taula, 21,5 x 17 cm
- Das ungleiche Paar (Frankfurt del Main, Institut Städel), 1876-77, oli sobre llenç, 75,5 x 61,5 cm
- Die Dorfpolitiker (Winterthur, Fundació Oskar Reinhart), 1877, oli sobre llenç sobre taula, 76 x 97 cm
- Rosina Fischler, Gräfin Treuberg (Viena, Österreichische Galerie, Inv. Nr. 1497), 1877, oli sobre taula, 88 x 66,8 cm
- Der Spargroschen (Wuppertal, Museu Von der Heydt), 1877, oli sobre taula, 39 x 31 cm
- Dr. med. Friedrich Rauert (Hamburg, Kunsthalle), 1877, temple sobre llenç, 50 x 40 cm
- Rosine Fischler, Gräfin Treuberg (Kunsthalle d'Hamburg), 1877-78, oli sobre llenç, 104,1 x 82,2 cm
- Kopf eines Bauernmädchens (Dresden, Gemäldegalerie), 1879, oli sobre taula, 31 x 24 cm
- Kopf eines Bauernmädchens (Viena, Österreichische Galerie, Inv. Nr. 594), h. 1880, oli sobre taula, 30 x 27,5 cm
- Die drei Frauen in der Kirche (Tres dones en l'església) (Kunsthalle d'Hamburg), 1881, oli sobre taula, 113 x 77 cm
- Die Wildschützen (Berlín, Alte Nationalgalerie), 1882-86, oli sobre llenç, 55 x 42 cm
- In der Bauernstube (Múnic, Neue Pinakothek), 1890, oli sobre taula, 37 x 38 cm
- Der Tierarzt Dt. Reindl in der Laube (Múnic, Städtische Galerie im Lenbachhaus), h. 1890, oli sobre taula, 26 x 19,5 cm
- Leibl und Sperl auf der Hühnerjagd (Múnic, Neue Pinakothek), 1890-95, oli sobre llenç, 40 x 58 cm
- Der Zeitungsleser (Essen, Museu Folkwang), 1891, oli sobre llenç, 63 x 48,5 cm
- Die Spinnerin (La filadora) (Leipzig, Museu de Belles Arts), 1892, oli sobre llenç, 65 x 74 cm
- Strickende Mädchen auf der Ofenbank (Dresde, Gemäldegalerie), h. 1892-95, oli sobre llenç, 59 x 42 cm
- Mädchen am Herd (Colònia, Museu Wallraff-Richartz), 1895, oli sobre taula, 41 x 32 cm
- Miesbacher Bäuerin (Wuppertal, Städtisches Museum), h. 1896, oli sobre taula, 37 x 29 cm
- In Erwartung (Leipzig, Museu de Belles Arts), 1898, oli sobre taula, 35 x 26,5 cm
- In der Küche (Colònia, Museu Wallraff-Richartz), 1898, oli sobre llenç, 84 x 64,5 cm
- Mädchen am Fenster (Colònia, Museu Wallraff-Richartz), 1899, oli sobre llenç, 109 x 72 cm